# Vanille-Inseln

Logo der Initiative Les Illes Vanille

Vanille-Inseln (französisch Les Îles Vanille) ist ein eingeführter Begriff, mit dem ein Zusammenschluss der Tourismuskomitees der im Indischen Ozean gelegenen Inselstaaten Komoren, Madagaskar, Mauritius und Seychellen sowie der französischen DROMs Mayotte und La Réunion die gemeinsame touristische Destination dieser Urlaubsregion bewirbt.
Ziel des am 4. August 2010 auf La Réunion gegründeten Zusammenschlusses ist die Bündelung von Kräften und die gemeinsame Vermarktung der bisher ausschließlich einzeln agierenden Länder.

## Geschichte
Die Vanille wurde Anfang des 16. Jahrhunderts von den spanischen Eroberern in Südamerika bei den Azteken entdeckt. Die Azteken fügten die Vanille vor allem ihren Kakaogetränken bei. Im 17. Jahrhundert war der Import der Vanilleschoten nach Europa ein großer Erfolg: In Frankreich wurden sie verwendet, um Schokolade, Bonbons und sogar Tabak zu aromatisieren.
Im 18. Jahrhundert versuchten zahlreiche Wissenschaftler, die Orchideenart in warmen Gewächshäusern zu züchten, um sie zu studieren. Die Vanillezüchtung blieb jedoch ein Rätsel: Pflanzen, die Schoten hervorbringen, sind höchst selten. Um die Fruchtbildung zu fördern, hatten einige Botaniker die Idee, die Pflanze in tropenähnlichem Klima zu züchten. Auf diese Weise wurden am Anfang des 19. Jahrhunderts die ersten Vanillepflanzen auf die Île Bourbon – wie La Réunion damals hieß – gebracht. Das ist der Grund, warum die Vanille der Insel La Réunion noch heute den Namen „Bourbon-Vanille“ trägt. Später wurde Vanille auch auf anderen tropischen Inseln im Indischen Ozean kultiviert.